# Новоалександровка (Красноперекопский район)
Новоалекса́ндровка (укр. Новоолександрівка, крымскотат. Novoaleksandrovka, Новоалександровка) — село в Красноперекопском районе Автономной Республики Крым, входит в состав Магазинского сельского поселения (согласно административно-территориальному делению Украины — Магазинского сельского совета Автономной Республики Крым).

## Население
| 2001 | 2014 |
| ---- | ---- |
| 424  | ↘225 |

Всеукраинская перепись 2001 года показала следующее распределение по носителям языка
| Язык             | Процент |
| ---------------- | ------- |
| русский          | 61.32   |
| крымскотатарский | 23.35   |
| украинский       | 13.92   |

### Динамика численности
| - 1892 год — 259 чел. - 1900 год — 346 чел. - 1915 год — 510/25 чел. - 1926 год — 494 чел. - 1989 год — 380 чел. | - 2001 год — 424 чел. - 2009 год — 353 чел. - 2014 год — 225 чел. |

## Современное состояние
На 2017 год в Новоалександровке числится 3 улицы; на 2009 год, по данным сельсовета, село занимало площадь 147,5 гектара, на которой в 152 дворах проживало 353 человека, действуют фельдшерско-акушерский пункт, сельский клуб. Село связано автобусным сообщением с райцентром и соседними населёнными пунктами.

## География
Новоалександровка расположена на востоке района, у впадения сбросового коллектора Северо-Крымского канала (на картах 1842 года и 1865 года обозначенный, как ручей Сакал) в южную оконечность озера Айгульское, высота центра села над уровнем моря — 4 м. Ближайшие сёла в 2 километрах: Богачёвка на востоке и Магазинка на западе. Расстояние до райцентра — около 27 километров (по шоссе), ближайшая железнодорожная станция — Воинка (на линии Джанкой — Армянск) — примерно 8 километров. Транспортное сообщение осуществляется по региональной автодороге 35Н-282 Магазинка — Богачёвка (по украинской классификации — С-0-10711).

## История
Имеются данные, что деревня Ново-Александровка или Рашевка Воинской волости Перекопского уезда была основана в 1880 году, но в других доступных источниках впервые встречается в «…Памятной книжке Таврической губернии на 1892 год», согласно которой в деревне Русско-Александровка, составлявшей Русско-Александровское сельское общество, было 259 жителей в 49 домохозяйствах. По «…Памятной книжке Таврической губернии на 1900 год» уже в Ново-Александровке числилось 346 жителей в 56 дворах.По Статистическому справочнику Таврической губернии. Ч.II-я. Статистический очерк, выпуск пятый Перекопский уезд, 1915 год, в деревне Ново-Александровка (Рашевка) Воинской волости Перекопского уезда числилось 80 дворов (78 дворов с землёй, 2 — безземельные) с русским населением в количестве 510 человек приписных жителей и 25 «посторонних», из которых 271 мужчина и 264 женщины. Жители владели 844 десятинами удобной земли. В хозяйствах имелось 262 лошади, 2 вола, 101 корова и 269 голов мелкого скота.
После установления в Крыму Советской власти, по постановлению Крымревкома от 8 января 1921 года № 206 «Об изменении административных границ» была упразднена волостная система, Перекопский уезд переименовали в Джанкойский, в котором был образован Ишуньский район, в состав которого включили село, а в 1922 году уезды получили название округов. 11 октября 1923 года, согласно постановлению ВЦИК, в административное деление Крымской АССР были внесены изменения, в результате которых округа были отменены, Ишуньский район упразднён и село вошло в состав Джанкойского района. Согласно Списку населённых пунктов Крымской АССР по Всесоюзной переписи 17 декабря 1926 года, в селе Ново-Александровка, центре Ново-Александровского сельсовета Джанкойского района, числился 101 двор, из них 99 крестьянских, население составляло 494 человека, из них 472 русских, 16 украинцев, 4 армянина, 1 эстонец, 1 записан в графе «прочие», действовала русская школа. Постановлением ВЦИК от 30 октября 1930 года был восстановлен Ишуньский район и село, вместе с сельсоветом, включили в его состав. Постановлением Центрального исполнительного комитета Крымской АССР от 26 января 1938 года Ишуньский район был ликвидирован и создан Красноперекопский район с центром в поселке Армянск (по другим данным 22 февраля 1937 года). На подробной карте РККА северного Крыма 1941 года в Новоалександровке (она же Рашевка) отмечено 103 двора.
В годы Великой Отечественной войны, во время освобождении полуострова, при форсировании Айгульского озера, в апреле 1944 года в окрестностях села вели тяжёлые бои части 51-й армии. Погибшие в этих боях 45 воинов, в том числе Герой Советского Союза Владимир Калинин, похоронены в братской могиле в селе. На могиле установлен памятник работы скульптора Л. И. Ушаковой — стела с барельефом на подиуме. Барельеф изображает советского воина в плащ-палатке с автоматом в руках. Справа от барельефа — мемориальная доска с фамилиями погибших. Постановлением Совета министров Республики Крым № 627 от 20 декабря 2016 года памятник отнесён к категории объектов культурно-исторического наследия России регионального значения.
С 25 июня 1946 года Новоалександровка в составе Крымской области РСФСР, а 26 апреля 1954 года Крымская область была передана из состава РСФСР в состав УССР. Время упразднения сельсовета точно не установлено, вероятно — это 1960 год, когда был образован Магазинский сельсовет. По данным переписи 1989 года в селе проживало 380 человек. С 12 февраля 1991 года село в восстановленной Крымской АССР, 26 февраля 1992 года переименованной в Автономную Республику Крым. С 21 марта 2014 года в составе Крыма аннексирована Россией.